# História da Bahia

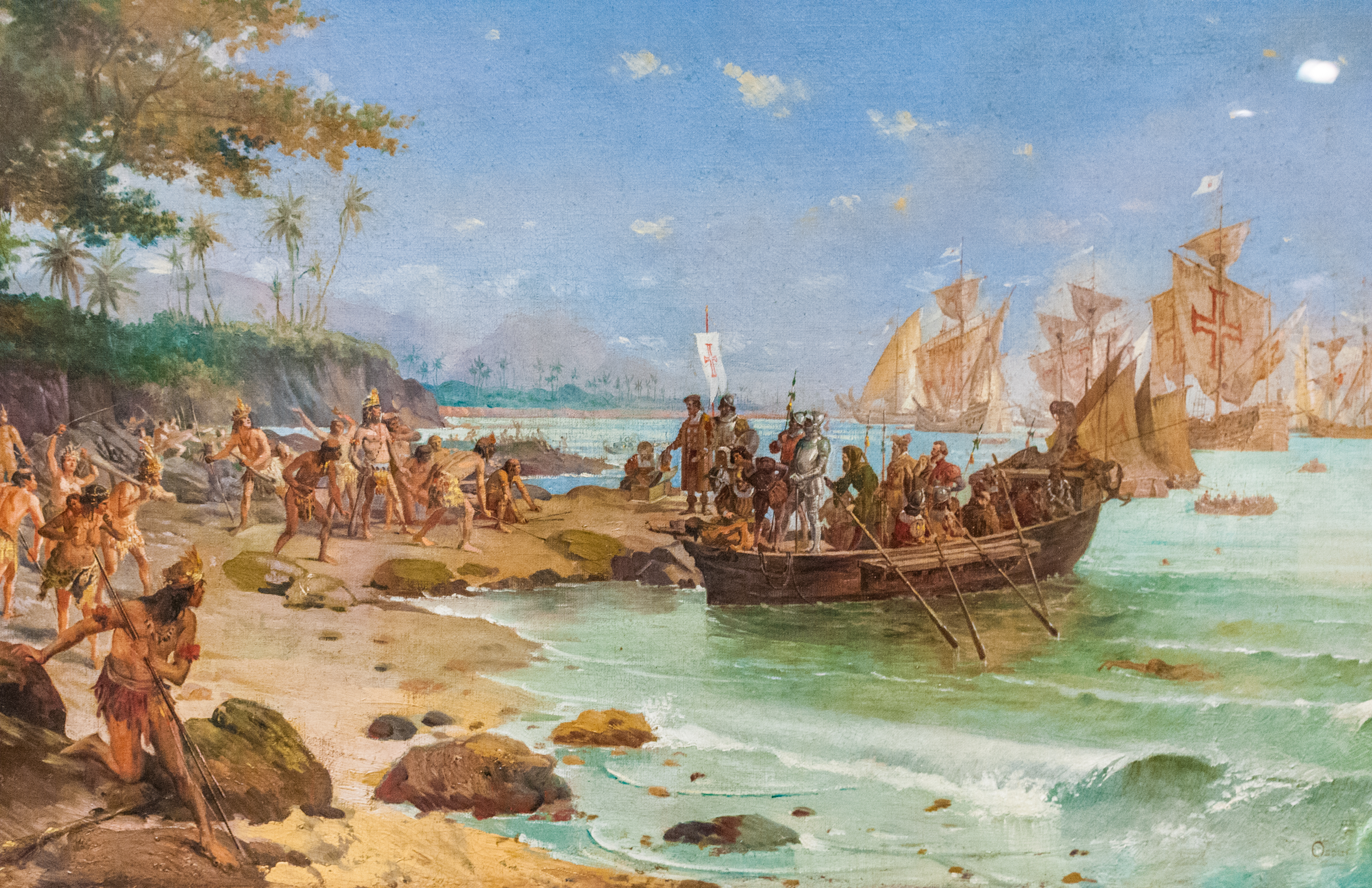
Desembarque de Cabral em Porto Seguro (estudo), óleo sobre tela, Oscar Pereira da Silva, 1904. Acervo do Museu Histórico Nacional do Rio de Janeiro.

A história da Bahia é um domínio de estudos de história que, canonicamente, se estende desde a chegada dos portugueses, em Porto Seguro, em 1500, até os dias atuais.
Para a historiografia lusa e para a historiografia brasileira, o Brasil foi descoberto em 22 de abril de 1500 pelo navegador português Pedro Álvares Cabral, que, no comando de uma esquadra com destino à Índia, chegou ao litoral sul da Bahia, na região da atual cidade de Porto Seguro, mais precisamente no distrito de Coroa Vermelha, onde foi realizada a primeira missa no Brasil; embora argumenta-se que em 1498, o português Duarte Pacheco Perreira aportou em terras no que hoje é o Brasil, na região onde atualmente se localizam os estados do Maranhão e do Pará. Há outro caso de outro europeu a ter pisado no Brasil antes do Cabral, o navegador espanhol Vicente Yáñez Pinzón, que avistou o Cabo de Santo Agostinho em Pernambuco no dia 26 de janeiro de 1500, sendo este, considerado como um simples incidente geográfico que não gerou consequências no Brasil.
A partir de 1530, a Coroa Portuguesa implementou uma política colonizadora, inicialmente com as capitanias hereditárias, depois com o Governo-Geral, instalado em 1549 em Salvador.

## Colonização europeia e administração colonial portuguesa
Local de chegada dos primeiros portugueses ao Brasil no ano de 1500, a região do que viria a ser o estado da Bahia começou a ser povoada na primeira metade do século XVI. Através da exploração do território, se descobriu a existência do pau-brasil, essa matéria-prima passou a ser largamente explorada, atraindo desde comerciantes portugueses a contrabandistas europeus, em especial, os franceses. Várias outras explorações ocorreram, a partir daí, chegando lentamente portugueses com interesses nas novas terras.
Gradualmente, o território baiano atual foi colonizado, povoado e conquistado por expedições denominadas de Entradas, as quais partiam de Salvador, Ilhéus e Porto Seguro em direção ao interior do estado. As entradas eram feitas do mesmo jeito das bandeiras de São Paulo, mas não tiveram tanto reconhecimento e valorização como as bandeiras.
Partindo do litoral em direção ao norte/nordeste brasileiro, subindo os rios São Francisco, das Contas, Paraguaçu, Grande e Verde, desbravaram o interior da Bahia e os territórios do Piauí, Minas Gerais e Maranhão. Chegaram ao sul/sudeste brasileiro também, descendo os rios Pardo, Jequitinhonha, Mucuri e Doce.
Durante os séculos XVI e XVII, apesar dessas explorações do território terem ocorrido apenas com o intuito de povoar e reconhecer as terras descobertas, foram de grande importância para o reconhecimento inicial da geografia, da hidrografia, da fauna, da flora e dos minerais da Bahia, além de ter ajudado bastante na demarcação do território baiano, estabelecendo os limites com seus estados vizinhos.

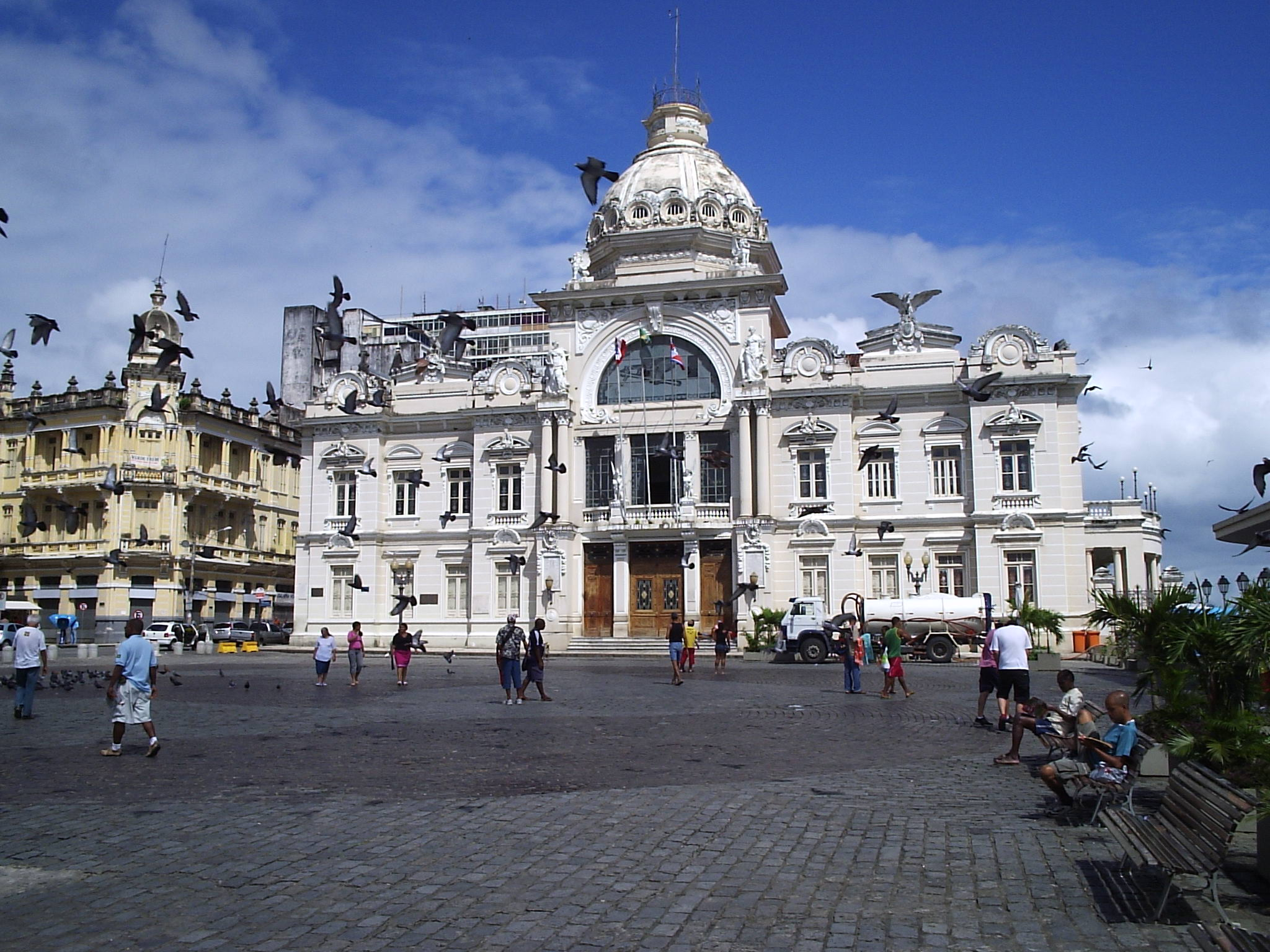
Palácio Rio Branco

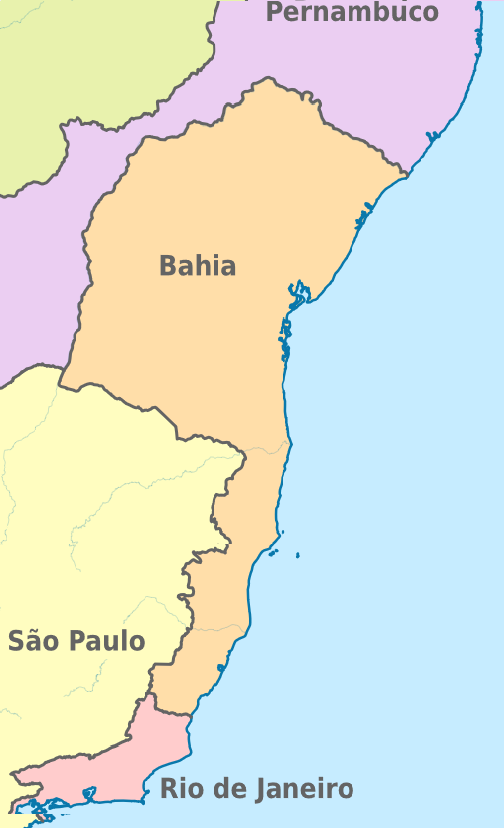
Território da Bahia em 1709, na época do auge da capitania de São Paulo.

A economia do litoral foi extrativista. A princípio, pau-brasil, valorizado na Europa como pau de tinta e disputado por comerciantes portugueses, contrabandistas e piratas. Depois, incluíram-se na pauta de exportação e contrabando madeiras para a construção naval e civil, cortadas entre Ilhéus e Valença. Em 1722, os jesuítas do Colégio da Bahia instalaram uma serraria hidráulica em Camamu à qual se somavam mais duas de terceiros, no final do século. No imposto extorquido para a reconstrução de Lisboa, após o terremoto, a vila pagaria sua contribuição com madeira e farinha de mandioca. Desde a coroação de Dom José I, em 1750, e a nomeação do conde de Oeiras, futuro Marquês de Pombal como primeiro-ministro, havia-se inaugurado uma política mais atuante com relação ao Brasil e, em particular, à Bahia.
Pela Carta Régia datada de 1755, decidiu-se transformar em vilas as missões jesuíticas, com a intenção de afastar os índios da influência dos padres. São criadas as vilas de Prado (1755), antiga Aldeia de Jucururu; Alcobaça (1755), com território desmembrado de Caravelas; Nova Santarém (1758), antiga aldeia de São Miguel e Santo André de Serinhaém, atual cidade de Ituberá; Barcelos (1758), ex-aldeia de Nossa Senhora das Candeias, emancipada de Camamu; Troncoso (1759), ex-aldeia de S. João Batista dos Índios; Vale Verde (1759), antiga Aldeia do Espírito Santo; Maraú (1761), ex-Aldeia de S. Sebastião de Maraú.
Por solicitação de Dom Marcos de Noronha, Conde dos Arcos, e através de Provisão do Conselho Ultramarino de 4 de março de 1761, D. José I ordenou ao ouvidor da Comarca da Bahia, Desembargador Luís Freire Veras, que tomasse posse da Capitania dos Ilhéus para a Coroa. Igual providência foi adotada com relação à Capitania de Porto Seguro, transformando-se as duas em comarcas. Estas medidas estavam relacionadas com a preocupação do Governo Geral em controlar o contrabando no litoral sul e proteger as populações da região de Cairu e Camamu, centros de abastecimento da capital, contra os frequentes ataques dos Gueréns, que voltaram a atacar, no período entre 1749 e 1755. Foram elevadas a vila a Aldeia de Belmonte (1765); a missão de N. S. da Escada, com o nome de Nova Olivença (1768), em Ilhéus; o povoado de Campinhos (1720), com a denominação de Vila Viçosa (1768) e a Aldeia do Mucuri, com o nome de São José de Porto Alegre (1769), atual cidade de Mucuri. Três destes municípios foram suprimidos nas três primeiras décadas do século atual: Vila Verde, Trancoso e Barcelos. Com a mudança da capital do país para o Rio de Janeiro, o Governo da Bahia ordenou em 1777 ao Ouvidor de Porto Seguro criar paradas de correio, vilas e povoações entre Salvador e Espírito Santo, mas pouca coisa se fez. No fim do século XVIII, a Povoação de Amparo, à margem do rio Una, foi levada a vila com o nome de Valença (1799), sendo seu território desmembrado de Cairu.
De nada valeu o protesto de Silva Lisboa, juiz conservador das matas, em 1779, contra a devastação da Mata Atlântica. Ainda no início do século XIX o inglês Thomas Lindley seria preso em Porto Seguro por contrabando de pau-brasil, cujo comércio foi monopólio do Estado até 1859.

### Capitanias hereditárias

Brasil dividido nas Capitanias Hereditárias.

No território correspondente ao atual da Bahia, foram formadas cinco capitanias hereditárias entre 1534 e 1566, conservadas até a segunda metade do século XVIII. As quais foram a da Bahia, doada a Francisco Pereira Coutinho em 5 de abril de 1534; de Porto Seguro doada a Pero do Campo Tourinho em 27 de maio de 1534; de Ilhéus doada a Jorge de Figueiredo Correia em 26 de julho de 1534; das Ilhas de Itaparica e Tamarandiva doada a D. Antônio de Ataíde em 15 de março de 1598; do Paraguaçu ou do Recôncavo da Bahia doada a Álvaro da Costa em 29 de março de 1566.Com a morte do donatário, Francisco Pereira Coutinho, cuja descendência veio a receber da Coroa Portuguesa quer o morgadio do juro real da Redízima da Bahia (século XVI), quer os títulos de Visconde da Bahia, de juro e herdade (1796), e de Conde da Bahía (1833), a Capitania da Bahia foi vendida pela viúva à Coroa Portuguesa, para fins da instalação da sede do governo-geral, com a fundação da cidade do Salvador (1549).
A Capitania de Porto Seguro, depois de passar por vários herdeiros, sendo o último donatário, o Marquês de Gouveia, foi tomada pela Coroa e foi unida à da Bahia, formando uma só.
Após um período próspero, a Capitania de Ilhéus entrou em longa disputa judiciária. Incorporada, junto com a Capitania de Porto Seguro, à Capitania da Bahia entre 1754 e 1761, a Capitania de Ilhéus deu origem ao moderno estado da Bahia.
Em 6 de abril de 1763, a Capitania das Ilhas de Itaparica e Tamarandiva foi unida à Capitania da Bahia.
A Capitania do Paraguaçu ou do Recôncavo da Bahia foi comprada pela Coroa portuguesa e também unida à capitania da Bahia.

### Invasões holandesas

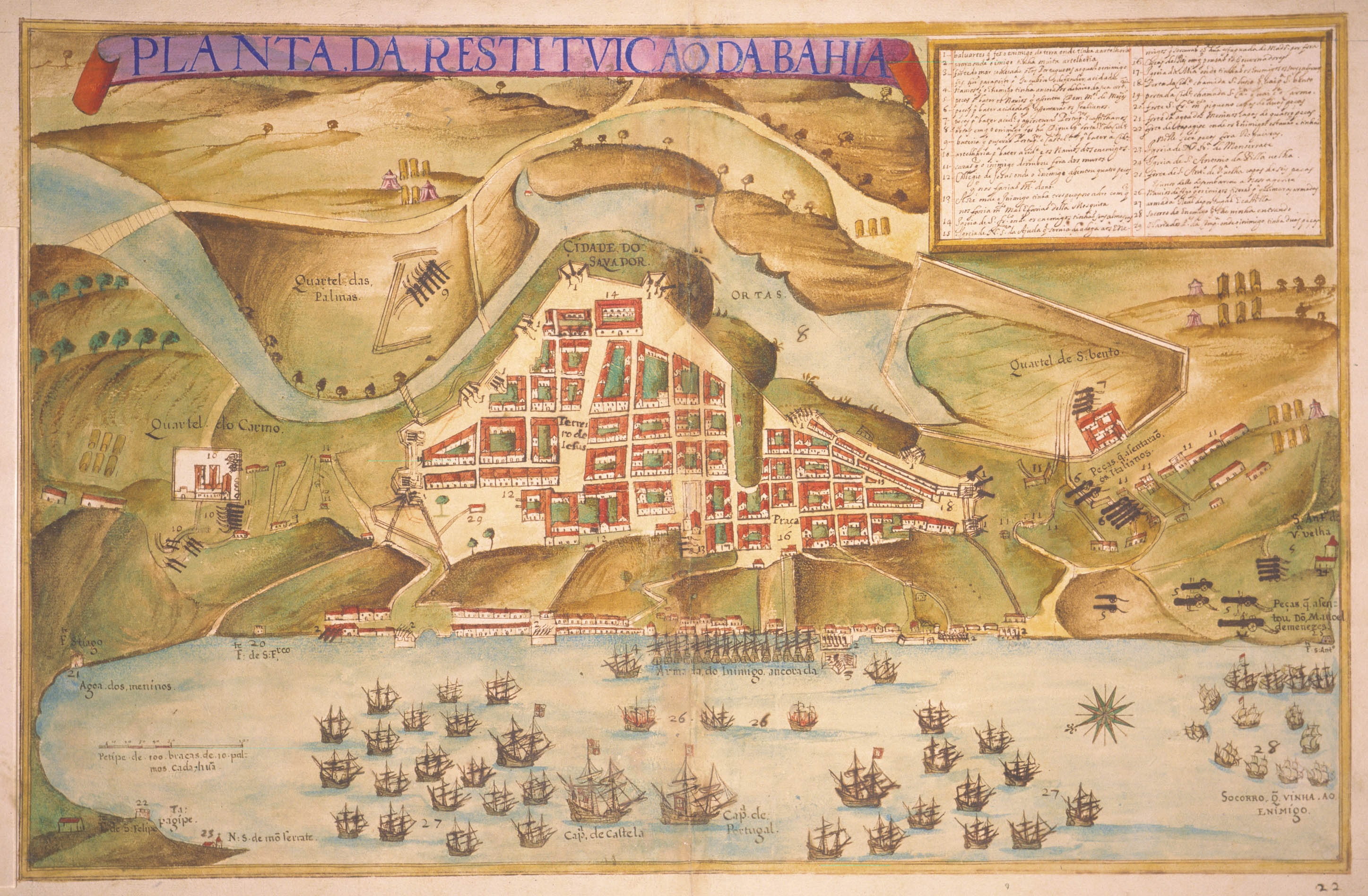
Planta da Restituição da Bahía, por João Teixeira Albernaz, 1631. Pintura que retrata a vitória da Jornada dos Vassalos.

Ingleses e holandeses atacaram a Bahia no século XVII. Durante o Governo de D. Diogo de Mendonça Furtado, Salvador foi invadida pelos holandeses que vencendo a resistência dos cidadãos que deixaram a cidade, dominaram Salvador de 1624 a 1625. Mas em 1º de maio de 1625, depois de vários conflitos, os holandeses estando cercados e isolados, com a ajuda de morgados como a Casa da Torre e dos espanhóis, a cidade foi retomada pelos portugueses.
Por sua posição estratégica, à entrada da baía de Todos os Santos, e por ali se refugiarem barcos inimigos e contrabandistas, o Governador Diogo Luís de Oliveira determinou em 1631 a construção de um forte em Morro de São Paulo, ampliado em 1730, transformando-se em uma das maiores fortificações da costa, com 678 m de cortina. Os holandeses, antes de atacarem Salvador, em 1624, estiveram em Morro de São Paulo e utilizaram o seu canal como tocaia para atacar navios lusos, entre os quais um barco jesuíta que vinha de São Vicente, conduzindo 15 religiosos da Companhia e outros de outras Ordens. Um ano mais tarde, ali se refugiou a numerosa armada de Boudewijn Hendriczzood que, ao ter conhecimento da retomada de Salvador pelos espanhóis e portugueses, rumou para o Norte.
Os holandeses fizeram outras tentativas para retomar Salvador, mas todas sem sucesso, principalmente, após a construção do Forte de São Marcelo em ponto estratégico da Baía de Todos os Santos não há registros de invasões de estrangeiros.
Enquanto estiveram em Recife, os holandeses não deixaram de rondar a costa baiana, atacando Caravelas (1636), Camamu e Ilhéus (1637), mas todas as tentativas sem sucesso. Os ataques provocaram a construção em Camamu, em 1649, do forte de Nossa Senhora das Graças, com quatro baluartes, reedificado entre 1694/1702 e, possivelmente, a construção do forte de São Sebastião em Ilhéus, pois documento de 1724 já o assinala sobre um monte.

### Conjuração Baiana

Bandeira da Conjuração Baiana. As cores da bandeira do movimento (azul, branca e vermelha) são até hoje as cores da Bahia.

O ano de 1798 testemunhou a Conjuração Baiana, que propunha a formação da República Bahiense - movimento pouco difundido, mas com repressão superior àquela da Inconfidência Mineira: seus líderes eram negros instruídos (os alfaiates João de Deus Nascimento, Manuel Faustino dos Santos Lira e os soldados Lucas Dantas do Amorim Torres e Luís Gonzaga das Virgens) associados a uma elite liberal (Cipriano Barata, Moniz Barreto, Aguilar Pantoja, membros da Casa da Torre e outros aristocratas), mas só os populares foram executados, mais precisamente no Largo da Piedade a 8 de novembro de 1799.

## Independência

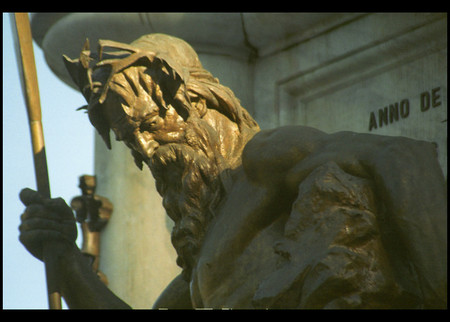
Salvador, detalhe do "monumento ao 2 de Julho" na Praça do Campo Grande.

As lutas pela emancipação tiveram início ainda em 1821, em conflitos que foram dos pequenos motins à conflagração entre as tropas portuguesas e os "brasileiros" - bem antes que D. Pedro I proclamasse a Independência do Brasil. E, quando esta ocorre, já na Bahia estava formado um governo provisório, na Vila de Cachoeira, sob o comando do santo-amarense Miguel Calmon du Pin e Almeida, conhecido como "Marquês de Abrantes". As batalhas sangrentas contra as tropas lusitanas sediadas em Salvador foram diversas, contando os baianos então com o apoio do povo de toda a Província em batalhões que contavam com a participação de voluntários, como Maria Quitéria e Major Silva Castro e muitos outros, reverenciados como heróis no Estado.
Num primeiro momento o Imperador não manifestou seu apoio às lutas, mas finalmente enviou reforços à Bahia - que de outro modo teria permanecido colônia portuguesa. A 2 de julho de 1823, finalmente, os brasileiros entram vitoriosos na capital, selando de modo definitivo a independência da Bahia de Portugal, tornando-se parte da nova nação brasileira.
O extremo oeste do estado pertenceu a Pernambuco até meados de 1824. D. Pedro I a desligou do território pernambucano como punição pelo movimento separatista conhecido como Confederação do Equador. A então Comarca do São Francisco foi o último território desmembrado de Pernambuco, impondo àquele estado uma grande redução da extensão territorial, de 250 mil quilômetros quadrados para os menos de 100 mil quilômetros quadrados atuais. Após três anos sob administração mineira, a região foi anexada à Bahia em 1827.

## Período imperial

Mapa da Província da Bahia, 1857. Arquivo Nacional.

O território original da província da Bahia compreendia a margem direita do rio São Francisco (a esquerda pertencia a Pernambuco). Estava, basicamente, dividido entre dois grandes feudos: a Casa da Ponte e a Casa da Torre, dos senhores Guedes de Brito e Garcia d'Ávila, respectivamente - promotores da ocupação de seu território e muito importantes em sua defesa.
Na Baía de Tinharé, cessados os ataques indígenas, os colonos refugiados na Ilha de Boipeba voltaram ao continente. Em 1811, Boipeba chegou a tal ruína que perdeu sua condição de vila para o povoado de Jequié, em terra firme, que recebeu o nome de Vila Nova de Boipeba, hoje Nilo Peçanha. Por sua vez, a Vila de Nova Boipeba perdia, em 1847, o foro de vila para Taperoá, uma povoação surgida em torno a uma capela jesuítica que, em 1637, pertencia à Freguesia de Cairu. Nova Boipeba foi restaurada, em 1873, com território desmembrado de Taperoá. Todos os demais municípios do litoral sul foram criados no século XX.

## Período republicano

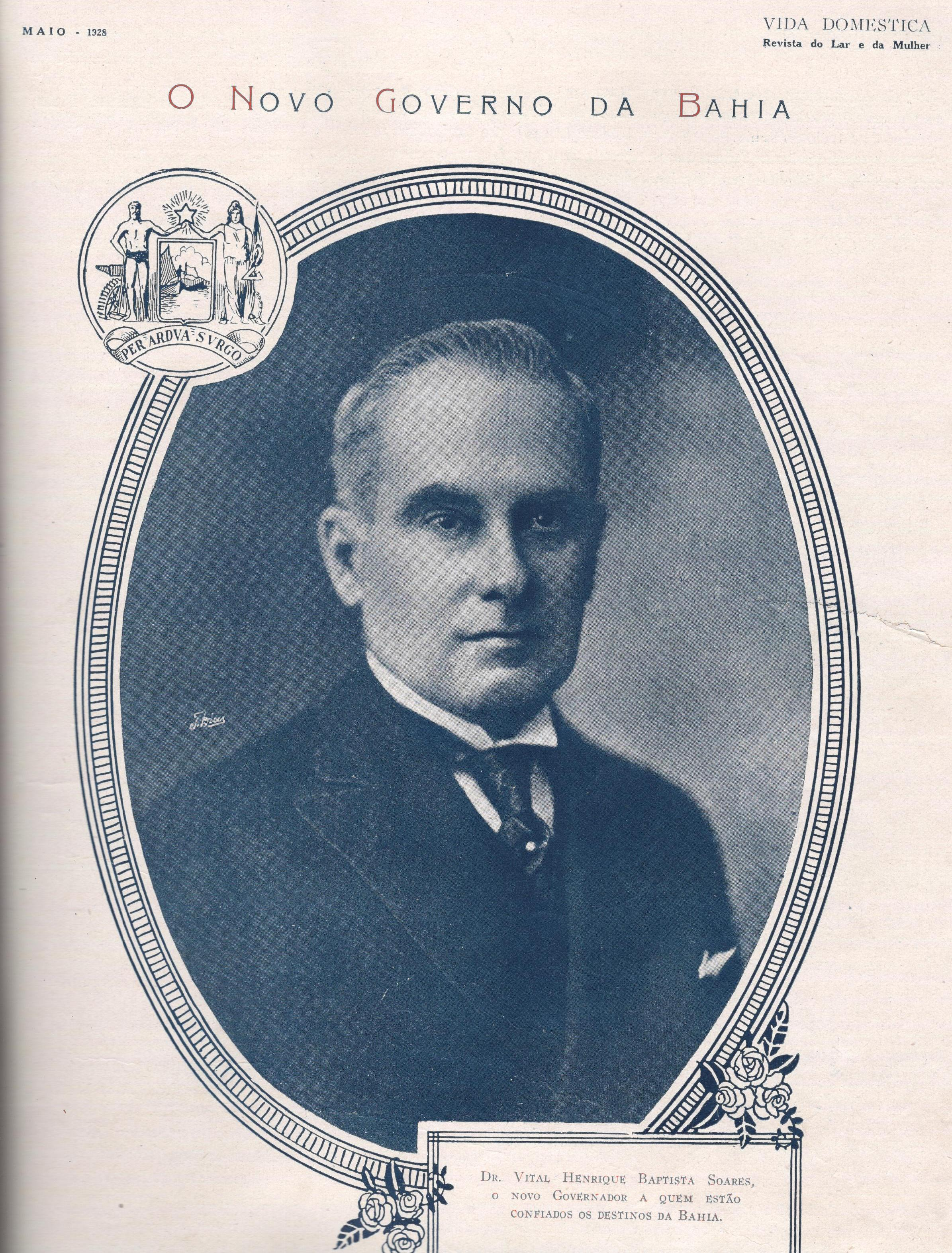
Vital Soares, o último Governador da Bahia durante o período da República Velha.

Com a República ocorreram outros incidentes políticos importantes, como a Guerra de Canudos e o bombardeio de Salvador, em 1912.
A Bahia contribuiu ativamente para a história brasileira, e muitos expoentes baianos constituem nomes de proa na política, literatura, cultura e ciência do país.